# Notre Dame Stadium

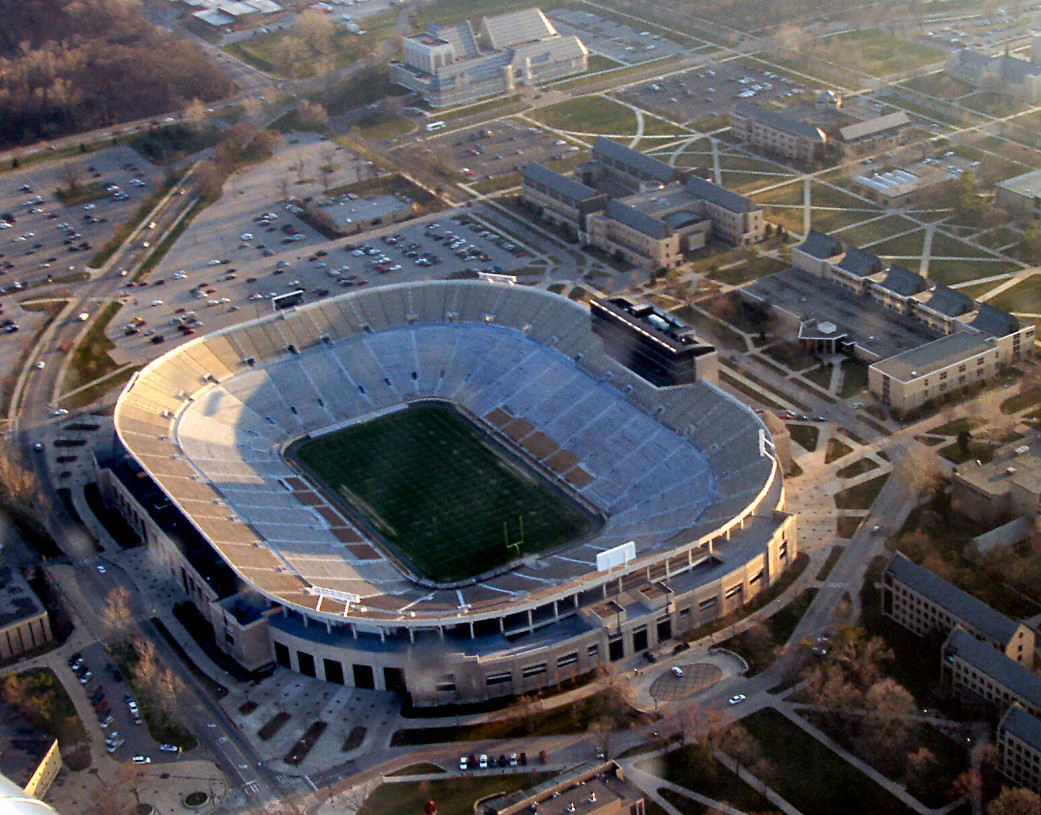
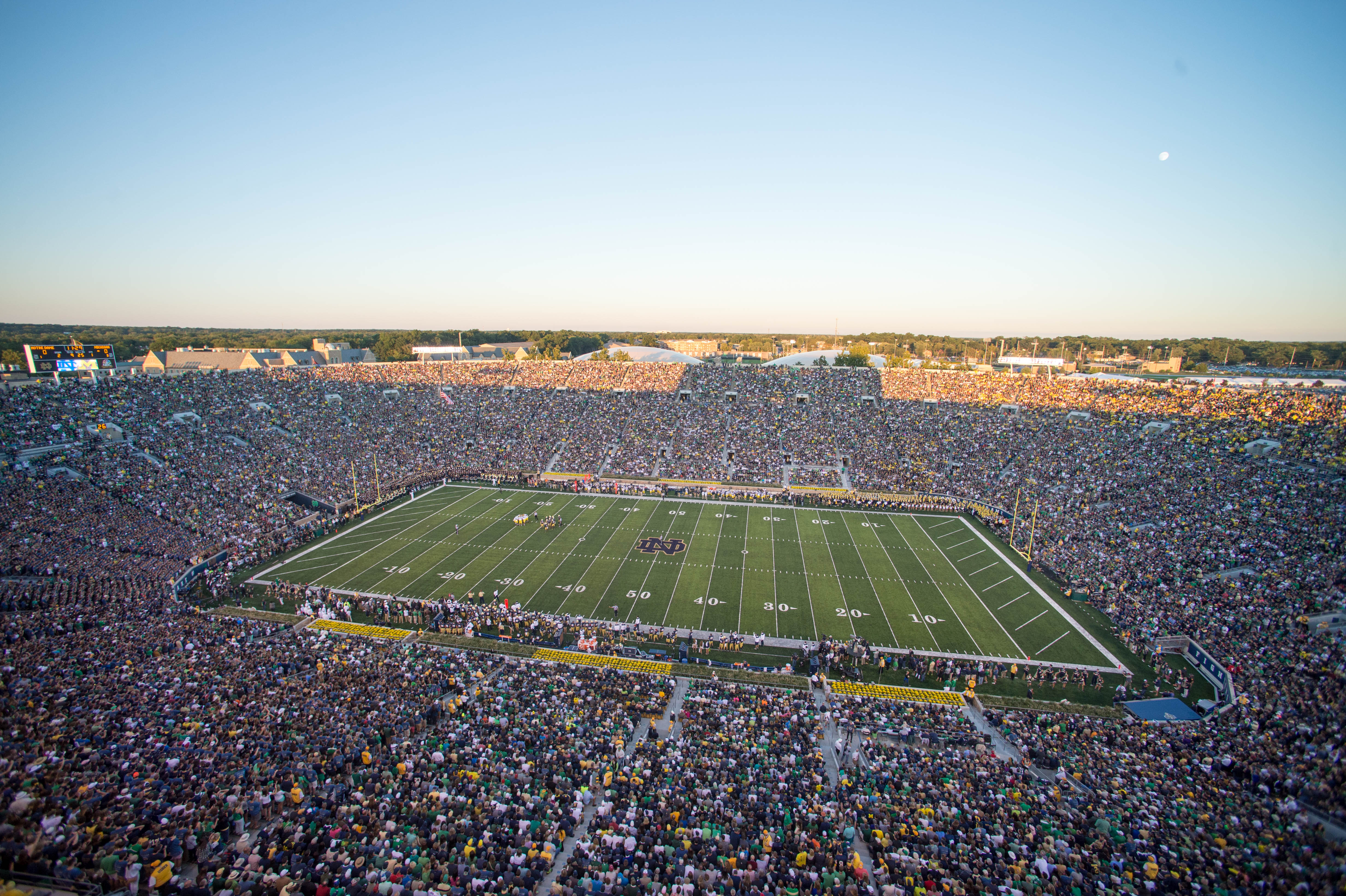

Notre Dame Stadium es un estadio de fútbol americano universitario ubicado en Notre Dame, Indiana,  fue inaugurado en el año de 1930, tiene una capacidad para albergar a 80 795 aficionados cómodamente sentados, su equipo local son los Notre Dame Fighting Irish, equipo independiente de la División I de la NCAA (Football Bowl Subdivision -FBS-).